# Kleinsche Flasche

Zweidimensionale Darstellung der Kleinschen Flasche als Immersion im dreidimensionalen Raum

Struktur einer dreidimensionalen Kleinschen Flasche

Die Kleinsche Flasche (auch Kleinscher Schlauch) wurde erstmals 1881 von dem deutschen Mathematiker Felix Klein beschrieben. Sie ist ein Beispiel einer nicht-orientierbaren Fläche. Umgangssprachlich formuliert hat sie die Eigenschaft, dass innen und außen nicht unterschieden werden können, oder anders formuliert, dass sie nur eine einzige Seite besitzt, die gleichzeitig innen und außen ist. Auf der Kleinschen Fläche kann deshalb, so wie beim Möbiusband, kein stetiger Normalenvektor definiert werden. Im Gegensatz zum Möbiusband hat diese Fläche keinen Rand.

## Konstruktion
Man beginnt mit einem Quadrat und klebt die Ecken und Ränder mit den entsprechenden Farben zusammen, so dass die Pfeile zueinander passen. Dies ist in der nachfolgenden Skizze dargestellt. Formell gesagt wird die Kleinsche Flasche beschrieben durch die Quotiententopologie des Quadrates {\displaystyle [0,1]\times [0,1]} mit Kanten, welche die folgenden Relationen erfüllen: {\displaystyle (0,y)\sim (1,y)} für {\displaystyle 0\leq y\leq 1} und  {\displaystyle (x,0)\sim (1-x,1)} für {\displaystyle 0\leq x\leq 1}.
Das Quadrat ist ein Fundamentalpolygon der Kleinschen Flasche.
Man beachte, dass diese Beschreibung das „Kleben“ in einem abstrakten Sinn meint, das versucht, die dreidimensionale Kleinsche Flasche mit sich selbst überkreuzenden Kanten zu konstruieren. Faktisch hat die Kleinsche Flasche keine sich überkreuzenden Kanten. Dessen ungeachtet ist es eine Möglichkeit, dieses Objekt in seiner Konstruktion zu veranschaulichen.
Man klebe die roten Pfeile des Quadrats zusammen (linke und rechte Kanten), so dass man einen Zylinder erhält. Man ziehe den Zylinder etwas auseinander und klebe weiterhin die Enden so zusammen, dass die Pfeile auf den Kreis passen. Dabei wird die Kreisfläche der einen Zylinderfläche durch die der anderen geschoben. Beachte, dass dieser Vorgang zur Überkreuzung von Kanten führt. Man bezeichnet dies als Immersion der Kleinschen Flasche im dreidimensionalen Raum.

Schritt 1
Schritt 2

Schritt 3
Schritt 4
Schritt 5
Schritt 6

Bettet man die Kleinsche Flasche in den vierdimensionalen reellen Raum ein, kann eine Selbstdurchdringung vermieden werden. Anschaulich geschieht dies folgendermaßen: Man nimmt die oben abgebildete Immersion in den dreidimensionalen Raum und belässt die vierte Koordinate zunächst bei null. In der Nähe der Selbstdurchdringung erhöht man den Wert der vierten Koordinate für eine der (lokalen) Komponenten stetig auf eins und senkt sie danach wieder ab. Grafisch lässt sich die vierte Koordinate durch eine unterschiedliche Farbwahl veranschaulichen.

## Beschreibung im dreidimensionalen Raum

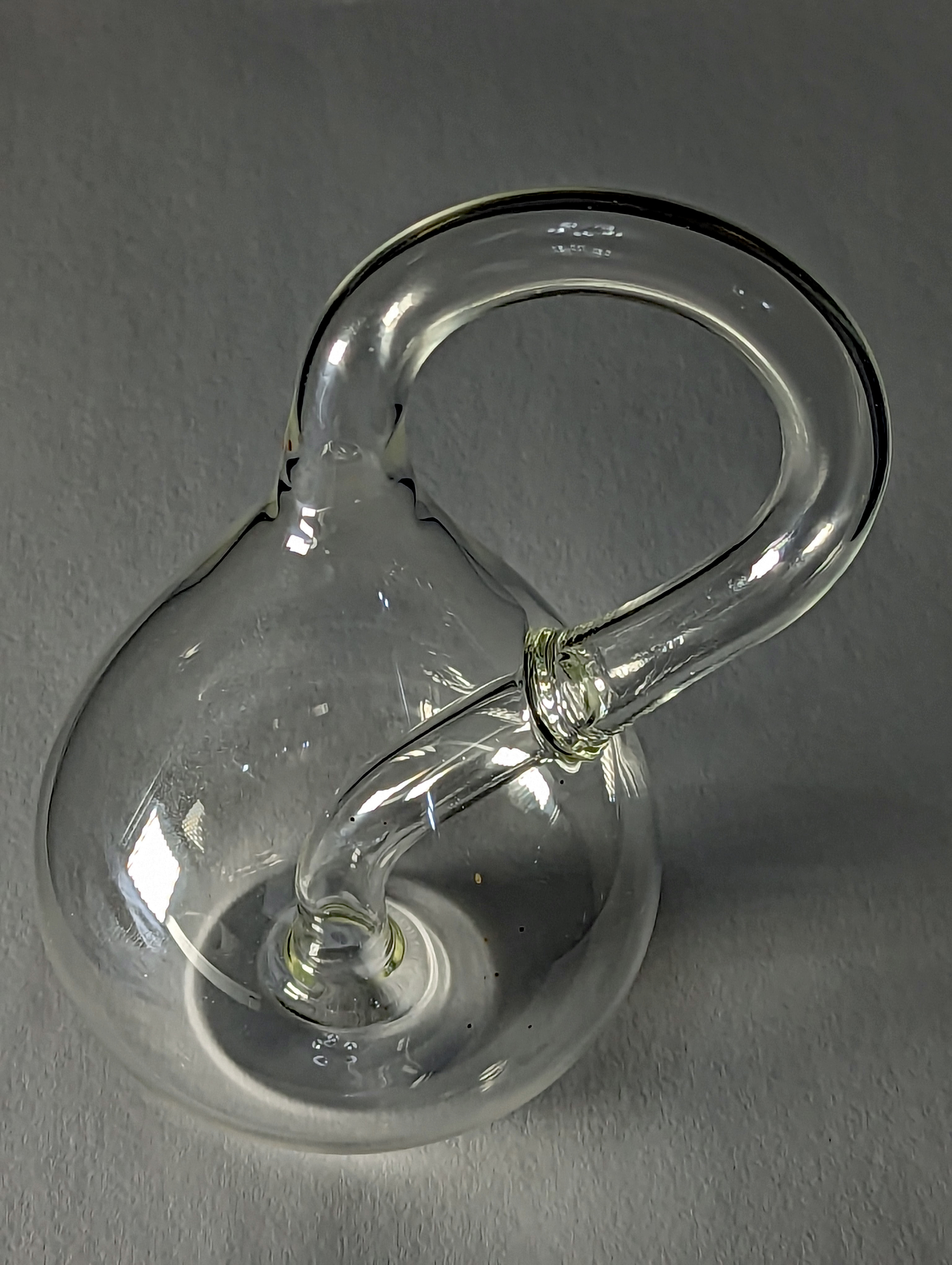
Glasgeblasene Kleinsche Flasche

Wie das Möbiusband ist die Kleinsche Flasche eine zweidimensionale differenzierbare Mannigfaltigkeit, die nicht orientierbar ist. Im Gegensatz zum Möbiusband kann die Kleinsche Flasche nicht ohne Selbstdurchdringung in den dreidimensionalen Euklidischen Raum {\displaystyle \mathbb {R} ^{3}} eingebettet werden. Sie kann also nicht in den {\displaystyle \mathbb {R} ^{3}} eingebettet, sondern nur immergiert werden. Ohne Selbstdurchdringung ist eine Einbettung aber in den {\displaystyle \mathbb {R} ^{4}} und in höherdimensionale Räume möglich.

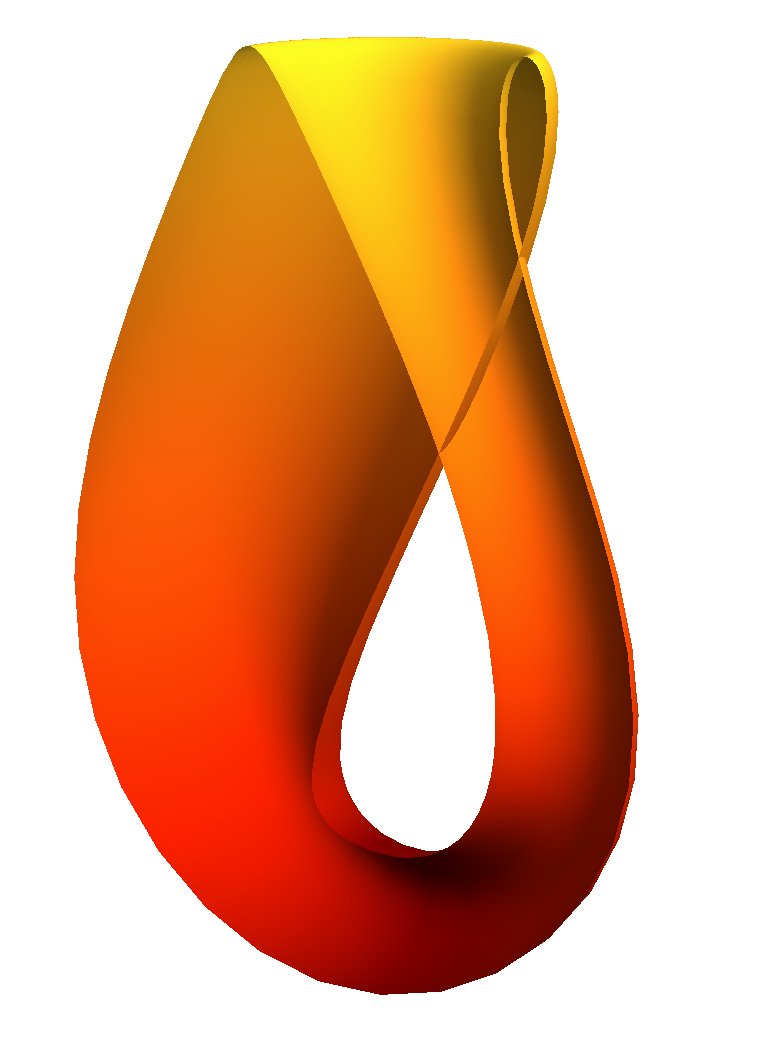
Die Hälfte einer Kleinschen Flasche, gemäß der nebenstehenden Parametrisierung für.

Eine immergierte Kleinsche Flasche kann für {\displaystyle 0\leq u<2\pi }  und  {\displaystyle 0\leq v<2\pi } durch folgende Gleichungen im  {\displaystyle \mathbb {R} ^{3}} dargestellt werden:
{\displaystyle {\begin{aligned}&x=b\,(1-\sin(u))\,\cos(u)+r\,\cos(v)\,(2\,e^{-(u/2-\pi )^{2}}-1)\\&y=r\,\sin(v)\\&z=h\,\sin(u)+0.5\,r\,\sin(u)\cos(v)\,e^{-(u-3\pi /2)^{2}},\end{aligned}}}
wobei {\displaystyle r=2\,-\cos(u)} ist. {\displaystyle b} ist die ungefähre Breite, {\displaystyle h} die ungefähre Höhe der Figur. Übliche Werte: {\displaystyle b=2}, {\displaystyle h=6}.
Anmerkung: Die Kleinsche Flasche lässt sich so zerteilen, dass zwei Möbiusbänder daraus entstehen (siehe die Abbildung rechts).

## Topologische Eigenschaften
Die Fundamentalgruppe der Kleinschen Flasche hat die Präsentation
{\displaystyle \pi _{1}(K)=\langle a,b|abab^{-1}=1\rangle }.
Die Homologiegruppen sind
{\displaystyle H_{0}(K)=\mathbb {Z} ,H_{1}(K)=\mathbb {Z} \oplus \mathbb {Z} /2\mathbb {Z} ,H_{2}(K)=0}.
Die Kleinsche Flasche ist die nicht-orientierbare geschlossene Fläche vom Geschlecht 2.
Es gibt eine 2-blättrige Überlagerung der Kleinschen Flasche durch den Torus.